# Borojevići
Borojevići är en ort i Kroatien.   Den ligger i länet Moslavina, i den centrala delen av landet, 70 km sydost om huvudstaden Zagreb. Borojevići ligger 216 meter över havet och antalet invånare är 118.
Terrängen runt Borojevići är kuperad åt sydväst, men åt nordost är den platt. Runt Borojevići är det ganska tätbefolkat, med 75 invånare per kvadratkilometer. Närmaste större samhälle är Sisak, 18,8 km norr om Borojevići. I omgivningarna runt Borojevići växer i huvudsak lövfällande lövskog.